# Милутин Ненадовић
Милутин М. Ненадовић (14 јул 1949) српски је неуропсихијатар, професор за наставне предмете Медицинска етика и Психијатрија, на Медицинском факултету Универзитета у Приштини, са привременим седиштем у Косовској Митровици, писац бројних уџбеника и публикација из области неуропсихијатрије и медицинске етике.

## Живот
Милутин М. Ненадовић, рођен је 14.јула 1949. године у Рађевини, село Богоштица, општина Крупањ. Средњу школу завршио је у Шапцу. На Медицинском факултету у Београду, завршио је медицинске студије, 1974. године специјализацију из неуропсихијатрије 1986. године, последипломско усавршавање (из области неурофизиологије и епидемиологије, 1985), и докторске студије (1993) након одбране дисертације под насловом „Когнитивне дисфункције у алкохоличара и неалкохоличара са инфарктом мозга“. Звање примаријуса стекао је 1987. године.
По завршеним студијама медицине Милутин Ненадовић је био стручни руководилац психијатријских и неуропсихијатријских одељења у Клиничко-болничком центру Крагујевац, специјалној Болници „Свети Сава“ у Београду и Клиничко-болничком центру у Приштини.
Обављао је и дужности директора у Заводу за болести зависности у Београду (1993–1996) и Клинике за неурологију и психијатрију за децу и омладину у Београду (1999–2002).
Предавач је на медицинском и стоматолошким факултетима, као и на Факултету здравствене неге, Факултету организационих наука и Факултету за специјалну едукацију и рехабилитацију. Био је предавач и на Филозофском факултету, одсек психологија за предмет Општа психопатологија.
Отац је четворо деце.

## Дело
Милутин М. Ненадовић, као председник Научних и организационих одбора организовао је следеће научне скупове:
- У Београд 1994. године, Симпозијум у СКЦ-у на тему „Религија и душевни живот човека“
- У Сомбору 1994. године, „Први научни скуп Југославије о Алкохолизму и наркоманији“"
- У Београду 1995. године, „Конгрес Југославије и Конференцију балканских земаља о наркома-нији и алкохолизму“
- У Великој Плани 1996. године, „Симпозијум Југославије о наркоманији и алкохолизму“

Милутин М. Ненадовић, био је носилац и учесник више научно-истраживачких пројеката. Као главни уредник часопис „Алкохолизам“" и члан редакционог одбора часописа Енграми уредио је већи број издања ових публикација.
У светским и српским часописима Милутин М. Ненадовић, објавио је преко 220 стручних и научних радова. Аутор је следећих уџбеника у издању Медицинског факултета Универзитета у Београду:
- „Медицинска етика“ (два издања овог уџбеника)
- „Пропедевтика психијатрије психијатријске дијагностике и терапије“
- „Наркоманије и алкохолизам“

Написао је и до сада публиковао осам стручних монографија из области неуропсихијатрије и психијатрије.
Учествовао је у изради 7 докторске дисертације, и већем броју магистарских теза (као ментор). Био је председник или члан у 30 комисија за одбрану докторских дисертација и магистарских теза на медицинским факултетима у Београду, Крагујевцу и Приштини и Факултету организационих наука у Београду.

## Публикације
Научне и стручне публикације Милутина М. Ненадовића у којима је он аутор или коаутор (245):
- 14 радова објављених у часописима који су индексирани у Current Contents (CC) или Sciance citation index (SC)
- 11 радова индексираних у Medline
- Публиковао је 56 радова у целини који нису индексирани у CC, SCI и Medline, највећи део у часописима националног рангирања
- 14 радова објављених у целини у зборницима међународних и националних научних скупова
- 35 извода у зборницима медунарнодних научних и стручних скупова
- 115 извода у зборницима националних научних и стручних скупова
- Аутор је 8 рецензираних уџбеника за чије писање је добио сагласност наставно научног већа факултета
- Аутор је поглавља у 2 универзитетска уџбеника из научне области психијатријa
- Аутор је или писац поглавља у 8 стручних монографија или књига